# Sik (miasto)
Sik (arab. سيق, fr. Sig, w czasach kolonizacji Saint-Denis-du-Sig) – miasto i gmina w Algierii, w prowincji Muaskar. Na 2012 liczyło 78 425 mieszkańców.
Położone jest około 44 km na wschód od Oranu i 450 km od Algieru. Sig znajduje się około 29 km od morza. Temperatura wzrasta od maja do sierpnia. Może ona wynieść nawet 44 °C.

## Miasta partnerskie
- Vierzon

## Urodzeni w Sik
- Paul Quilès
- Rachid Taha